# René Weverbergh

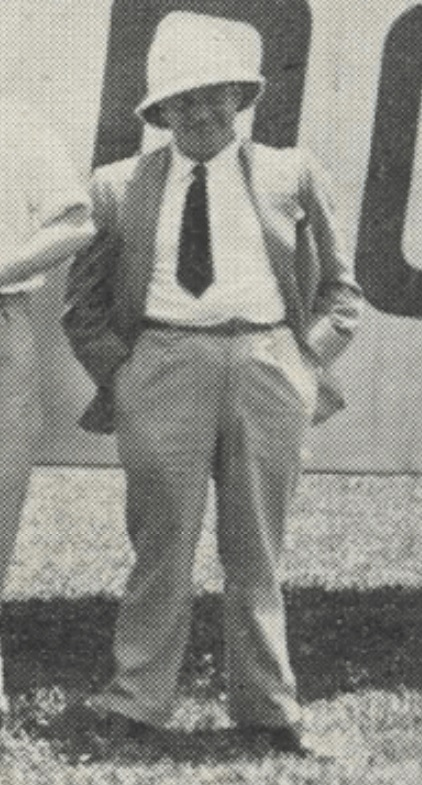
René Weverbergh en 1935 lors du voyage Belgique-Congo.

René Marie Weverbergh, né à Bruxelles le 2 mai 1895 et mort à Mariembourg le 4 novembre 1963, était un journaliste et reporter belge.

## Biographie
Dans sa jeunesse, en 1912, René Weverbergh découvre le scoutisme au collège Saint-Michel. Hergé fut l'un de ses compagnons de scoutisme. Pendant la Première Guerre mondiale, il lance Le Boy-Scout, une revue catholique rapidement interrompue par les hostilités. Par la suite, il dirigera la maison d'éditions La Librairie Coloniale, spécialisée dans les ouvrages dédiés au scoutisme et au monde colonial.
Le 8 mars 1935, alors qu'il est journaliste au Vingtième Siècle, il embarque avec un collègue journaliste du Soir, Albert Bouckaert, à l'aérodrome de Haren à bord d'un Fokker baptisé Léopold-Roger à l'occasion du premier voyage aller de cet appareil vers le Congo belge sur la ligne aérienne Belgique-Congo. Le voyage est effectué en quatre jours et demi et a fait l'objet de deux ouvrages rédigés par Bouckaert et Weverbergh,,.

## Publications
- René Weverbergh, La liaison aérienne Belgique-Congo : 18 000 kilomètres en avion, Paris/Charleroi, J. Dupuis, Fils et Cie, 1936.